# Willi Melliger
Willi Melliger (Buttwil, Aargau kanton, 1953. július 26. – 2018. január 16.) olimpiai ezüstérmes svájci lovas, díjugrató.

## Pályafutása
Az 1996-os atlantai olimpián díjugratás egyéni versenyben és a 2000-es sydney-i olimpián díjugratás csapatversenyben Markus Fuchs-szal, Beat Mändlivel és Lesley McNaughttal ezüstérmes lett. 1981 és 2003 között négy Európa-bajnoki arany-, három ezüst- és hat bronzérmet szerzett.

## Sikerei, díjai
- Olimpiai játékok – díjugratás
  - ezüstérmes: 1996, Atlanta (egyéni), 2000, Sydney (csapat)